# Andrij Markovyč
Andrij Mychajlovyč Markovyč (in ucraino Андрій Михайлович Маркович?; Mel'nyč, 25 giugno 1995) è un calciatore ucraino, difensore del Ravšan.

## Carriera

### Club
In carriera ha giocato 8 partite di qualificazione alle coppe europee, 4 per la Champions League e 4 per l'Europa League, tutte con il Kalju Nõmme.

### Nazionale
Ha rappresentato le nazionali giovanili ucraine.